# Etiennea kellyi
Etiennea kellyi är en insektsart som först beskrevs av Charles Kimberlin Brain 1920.  Etiennea kellyi ingår i släktet Etiennea och familjen skålsköldlöss. Inga underarter finns listade i Catalogue of Life.